# Gawroniec (Konstancin-Jeziorna)
Gawroniec – część miasta Konstancina-Jeziorny (SIMC 0920686), w województwie mazowieckim, w powiecie piaseczyńskim. Leży w północnej części miasta, przy granicy z Warszawą.
W latach 1867–1954 wieś w gminie Jeziorna w powiecie warszawskim. 20 października 1933 wraz z Janówkiem utworzył gromadę Gawroniec-Janówek w granicach gminy Jeziorna.
Podczas II wojny światowej w Generalnym Gubernatorstwie, w dystrykcie warszawskim. W 1943 Gawroniec liczył 174 mieszkańców.
15 maja 1951 gromadę Gawroniec-Janówek przedzielono, włączając Janówek do Warszawy. 1 lipca 1952 Gawroniec znalazł się w nowo utworzonym powiecie piaseczyńskim.
W związku z reorganizacją administracji wiejskiej jesienią 1954 Gawroniec wszedł w skład gromady Jeziorna Królewska, wraz z Jeziorną Królewską, Jeziorną Fabryczną, Klarysewem,  Konstancinkiem, parcelą Obory oraz skrawkiem miasta Skolimów-Konstancin.
1 stycznia 1956 gromadę Jeziorna Królewska przekształcono w osiedle o nazwie Jeziorna, przez co Gawroniec stał się integralną częścią Jeziorny, a w związku z nadaniem Jeziornie praw miejskich 18 lipca 1962 – częścią miasta. 1 stycznia 1969 Jeziornę połączono ze Skolimowem-Konstancinem (prawa miejskie 1962) w nowy ośrodek miejski o nazwie Konstancin-Jeziorna.